# Tristi amori (film 1917)
Tristi amori è un film muto italiano del 1917 diretto e interpretato da Giuseppe Sterni.